# T. V. Raman

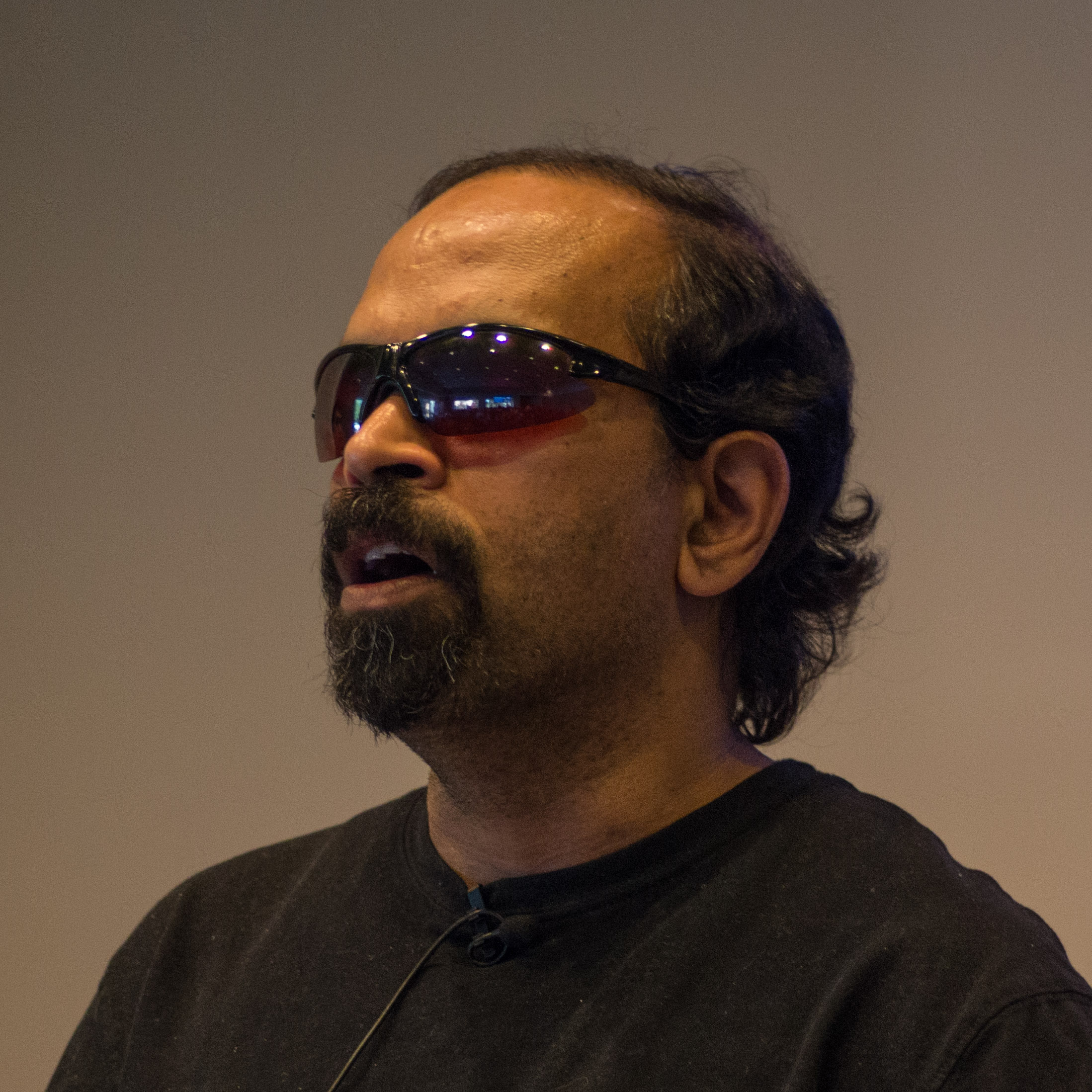
T. V. Raman (2011)

T. V. Raman (* 1965 in Pune, Maharashtra, Indien) ist Autor und Informatiker. Er ist bekannt für seine Arbeit im Bereich des barrierefreien Internet.

## Biographie
Raman wurde in Pune, Indien geboren. Er erblindete im Alter von 14 Jahren durch Glaukom. 1994 wurde er bei David Gries an der Cornell University promoviert. Seine Dissertation wurde mit einem Preis der ACM ausgezeichnet. Er arbeitete unter anderem für IBM und Adobe Inc. und ist seit 2005 bei Google Inc. angestellt. Bei Adobe war er an der Verbesserung der Barrierefreiheit des PDF-Formats beteiligt, damit dieses von US-Behörden genutzt werden konnte. Bei Google arbeitet er unter anderem an einer Suchmaschine für barrierefreie Webseiten und an blindenfreundlichen Bedienelementen für Mobiltelefone.
Bei seiner Arbeit verwendet er Emacs, für den er mit Emacspeak einen eigenen Screenreader und vollen hörbaren Desktop geschrieben hat, mit dem org-mode.

## Veröffentlichungen

### Software
- AsTeR – Ein Screenreader für technische/mathematische Artikel.
- Emacspeak – Ein Screenreader für Emacs und kompletter hörbarer Desktop.
- Google Accessible Search – eine Suchmaschine für barrierefreie Webseiten.
- Projektübersicht zu Eyes-Free bei Google Code – Eine Software für Android, die die Benutzung für blinde ermöglicht.

### Standards/Spezifikationen
- Aural CSS – producing rich auditory presentations from Web content
- (Working Draft) XForms 1.1 – Next Generation Web Forms
- XML Events – A reusable eventing syntax for XML
- XHTML+Voice – Enabling the multimodal Web via voice interaction
- RDC – Reusable Dialog Components

### Bücher
- T. V. Raman: Audio System for Technical Readings. Springer, New York 1998, ISBN 3-540-65515-8.
- T. V. Raman: Xforms: XML Powered Web Forms. Addison-Wesley Longman, 2003, ISBN 0-321-15499-1.
- T. V. Raman: Auditory User Interfaces: Toward the Speaking Computer. Springer, 1997, ISBN 0-7923-9984-6.